# Liste von großen Einkaufszentren in Deutschland
Diese Liste führt Einkaufszentren in Deutschland über 10.000 m² Verkaufsfläche auf, absteigend geordnet nach Verkaufsflächen. Sie erhebt keinen Anspruch auf Vollständigkeit. Ähnliche Listen sind verfügbar für Hamburg, München, Nürnberg, Sachsen, Sachsen-Anhalt und Thüringen
| Einkaufszentrum                             | Ort                       | Bundesland             | Verkaufsfläche (V) / Mietfläche (M) in m² | Eröffnung                                                                     | Betreiber                                                           |
| ------------------------------------------- | ------------------------- | ---------------------- | ----------------------------------------- | ----------------------------------------------------------------------------- | ------------------------------------------------------------------- |
| Centro Oberhausen                           | Oberhausen                | Nordrhein-Westfalen    | 125.000 (V)                               | 1996 (mehrfach erweitert nach 2004)                                           | Unibail-Rodamco-Westfield Germany                                   |
| Dodenhof                                    | Ottersberg-Posthausen     | Niedersachsen          | 125.000 (V)                               | 1961 (letzte Erweiterung 2014)                                                | dodenhof Posthausen KG                                              |
| Westfield Ruhr Park                         | Bochum                    | Nordrhein-Westfalen    | 118.600 (M)                               | 1964 (Erweiterung 2015)                                                       | Unibail-Rodamco-Westfield Germany                                   |
| Elbepark Dresden                            | Dresden                   | Sachsen                | 099.700 (V)                               | 1995 (Erweiterung 2010)                                                       | CMC Center Management GmbH                                          |
| Chemnitz-Center                             | Chemnitz                  | Sachsen                | 095.500                                   | 1992                                                                          | CMC Center Management GmbH                                          |
| Gropius Passagen                            | Berlin                    | Berlin                 | 094.700 (M)                               | 1967 (Erweiterungen 1994–99 und 2018)                                         | Unibail-Rodamco-Westfield Germany                                   |
| Nordwestzentrum                             | Frankfurt am Main         | Hessen                 | 094.500                                   | 1968 (mehrfach erweitert, zuletzt 2017–19)                                    | NordWestZentrum Verwaltungsgesellschaft mbH / HBB Centermanagement  |
| Main-Taunus-Zentrum                         | Sulzbach (Taunus)         | Hessen                 | 091.000 (V)                               | 1963 (Erweiterung 2011)                                                       | ECE                                                                 |
| Europa-Center                               | Berlin                    | Berlin                 | 080.000 (V)                               | 1965                                                                          | Europahaus Grundstücksgesellschaft mbH & Co.KG                      |
| Rhein-Ruhr Zentrum                          | Mülheim an der Ruhr       | Nordrhein-Westfalen    | 079.000                                   | 1973                                                                          | ECE                                                                 |
| Nova                                        | Leuna-Günthersdorf        | Sachsen-Anhalt         | 076.000 (V)                               | 1991 (als Saale-Park, Umbau 2003–06 und Umbenennung in Nova Eventis)          | ECE                                                                 |
| Mall of Berlin                              | Berlin                    | Berlin                 | 076.000 (V)                               | 2014                                                                          | HGHI Holding GmbH                                                   |
| Limbecker Platz                             | Essen                     | Nordrhein-Westfalen    | 070.000 (V)                               | 2008 (Erweiterung 2009)                                                       | ECE                                                                 |
| Florapark                                   | Magdeburg                 | Sachsen-Anhalt         | 066.500 (V)                               | 1993                                                                          | Valon Property Management                                           |
| Weserpark                                   | Bremen                    | Bremen                 | 066.000 (V)                               | 1990 (Erweiterung 2014)                                                       | RME Retail Management Expertise Asset & Property Management GmbH    |
| A10 Center                                  | Wildau                    | Brandenburg            | 066.000 (V)                               | 1996 (Erweiterung 2011)                                                       | ECE                                                                 |
| Boulevard Berlin                            | Berlin                    | Berlin                 | 064.000 (V)                               | 2012                                                                          | York Capital Management/Castlelake/Dunman Capital                   |
| Porta Markt                                 | Porta Westfalica          | Nordrhein-Westfalen    | 062.000                                   | 1965                                                                          | (keine zentrale Verwaltung)                                         |
| Hanse-Center                                | Bentwisch                 | Mecklenburg-Vorpommern | 061.200 (V)                               | 1995                                                                          | Modulus Real Estate                                                 |
| Riem Arcaden                                | München                   | Bayern                 | 061.100                                   | 2004                                                                          | Unibail-Rodamco-Westfield Germany                                   |
| Rhein-Neckar-Zentrum                        | Viernheim                 | Hessen                 | 060.000 (V)                               | 1972                                                                          | ECE                                                                 |
| Einkaufs-Center Neuperlach – pep            | München                   | Bayern                 | 060.000                                   | 1981                                                                          | ECE                                                                 |
| Forum Duisburg                              | Duisburg                  | Nordrhein-Westfalen    | 059.200 (M)                               | 2008                                                                          | Klépierre                                                           |
| Alstertal-Einkaufszentrum (AEZ)             | Hamburg                   | Hamburg                | 059.000 (V)                               | 1970                                                                          | ECE                                                                 |
| Marler Stern                                | Marl                      | Nordrhein-Westfalen    | 058.000                                   | 1974                                                                          | Verband der Gewerbetreibenden im Marler Stern e. V.                 |
| Paunsdorf Center                            | Leipzig                   | Sachsen                | 057.600 (V)                               | 1994 (Erweiterung 2012)                                                       | Unibail-Rodamco-Westfield Germany                                   |
| Breuningerland Ludwigsburg                  | Ludwigsburg               | Baden-Württemberg      | 057.000                                   | 1973                                                                          | Unibail-Rodamco-Westfield Germany                                   |
| LOOP5                                       | Weiterstadt               | Hessen                 | 056.500                                   | 2009                                                                          | Sonae Sierra                                                        |
| Olympia-Einkaufszentrum                     | München                   | Bayern                 | 056.000 (V)                               | 1972                                                                          | ECE                                                                 |
| Dodenhof                                    | Kaltenkirchen             | Schleswig-Holstein     | 055.400 (V)                               | 1998 (letzte Erweiterung 2014)                                                | dodenhof Posthausen KG                                              |
| Hürth Park                                  | Hürth                     | Nordrhein-Westfalen    | 055.000 (V)                               | 1977 (mehrfache Erweiterungen)                                                | ECE                                                                 |
| City-Galerie                                | Aschaffenburg             | Bayern                 | 055.000 (V)                               | 1974                                                                          | Werbegemeinschaft City Galerie                                      |
| Donau-Einkaufszentrum                       | Regensburg                | Bayern                 | 053.100 (V)                               | 1967 (mehrfach erweitert, zuletzt 2003)                                       | Donau-Einkaufszentrum GmbH                                          |
| Breuningerland Sindelfingen                 | Sindelfingen              | Baden-Württemberg      | 052.000 (V)                               | 1980                                                                          | Unibail-Rodamco-Westfield Germany                                   |
| Sachsenpark                                 | Leipzig                   | Sachsen                | 050.000 (V)                               | 1992                                                                          | MEC METRO-ECE Centermanagement GmbH                                 |
| Huma Shoppingwelt                           | Sankt Augustin            | Nordrhein-Westfalen    | 049.000                                   | 1977                                                                          |                                                                     |
| Fördepark                                   | Flensburg                 | Schleswig-Holstein     | 047.000                                   | 1996                                                                          | MEC METRO-ECE Centermanagement GmbH                                 |
| MyZeil                                      | Frankfurt am Main         | Hessen                 | 047.000 (V)                               | 2009                                                                          | ECE                                                                 |
| Pasing Arcaden                              | München                   | Bayern                 | 046.300 (M)                               | 2011 (Erweiterung 2013)                                                       | Unibail-Rodamco-Westfield Germany                                   |
| Shopping-Center Hamburger Meile             | Hamburg                   | Hamburg                | 046.200 (V)                               | 1970                                                                          | ECE                                                                 |
| Bördepark                                   | Magdeburg                 | Sachsen-Anhalt         | 046.000 (V)                               | 1994                                                                          | EDEKA MIHA Immobilien-Service GmbH                                  |
| Palais Vest                                 | Recklinghausen            | Nordrhein-Westfalen    | 045.900                                   | 2014                                                                          | Unibail-Rodamco-Westfield Germany                                   |
| Ring-Center                                 | Berlin                    | Berlin                 | 045.200 (V)                               | 1995 (Erweiterungen 1997 und 2007)                                            | Kintyre Management GmbH / ECE                                       |
| Kaufpark Eiche                              | Ahrensfelde               | Brandenburg            | 045.000 (V)                               | 1994 (Umbau 2017)                                                             | ECE                                                                 |
| Lausitz-Park                                | Cottbus                   | Brandenburg            | 045.000 (V)                               | 1993 (Umbau 2021–25)                                                          | EDEKA MIHA Immobilien-Service GmbH                                  |
| Elbepark                                    | Hohe Börde-Hermsdorf      | Sachsen-Anhalt         | 045.000                                   | 1993                                                                          | Werbegemeinschaft ElbePark GbR                                      |
| Waterfront Bremen                           | Bremen                    | Bremen                 | 044.000                                   | 2008                                                                          | ECE                                                                 |
| Isenburg-Zentrum                            | Neu-Isenburg              | Hessen                 | 044.000 (V)                               | 1972 (Erweiterungen 2002 und 2011)                                            | ECE                                                                 |
| Bero-Zentrum Oberhausen                     | Oberhausen                | Nordrhein-Westfalen    | 044.000                                   | 1971                                                                          | Kintyre Management GmbH                                             |
| Alexa                                       | Berlin                    | Berlin                 | 043.000 (V)                               | 2007                                                                          | Union Investment/Sonae Sierra                                       |
| Elbe-Einkaufszentrum                        | Hamburg                   | Hamburg                | 043.000 (V)                               | 1966 (Erweiterungen 1993 und 2010)                                            | ECE                                                                 |
| Milaneo                                     | Stuttgart                 | Baden-Württemberg      | 043.000 (V)                               | 2014                                                                          | ECE                                                                 |
| Spandau-Arcaden                             | Berlin                    | Berlin                 | 042.000                                   | 2001                                                                          | Unibail-Rodamco-Westfield Germany                                   |
| Havelpark Dallgow                           | Dallgow-Döberitz          | Brandenburg            | 041.000 (V)                               | 1995                                                                          | ECE                                                                 |
| Forum Köpenick                              | Berlin                    | Berlin                 | 040.600 (V)                               | 1997                                                                          | Jagdfeld Real Estate                                                |
| Franken-Center                              | Nürnberg                  | Bayern                 | 040.000 (V)                               | 1969 (Erweiterungen 1979 und 1993)                                            | ECE                                                                 |
| The Playce                                  | Berlin                    | Berlin                 | 040.000 (V)                               | 1998als Potsdamer Platz Arkaden, Umbau 2020–22 und Umbenennung in The Playce  | ECE/Brookfield Properties                                           |
| Billstedt-Center Hamburg                    | Hamburg                   | Hamburg                | 040.000 (V)                               | 1997                                                                          | ECE                                                                 |
| Forum Schwanthalerhöhe                      | München                   | Bayern                 | 040.000                                   | 2019                                                                          | HBB Centermanagement                                                |
| Rhein Center                                | Köln                      | Nordrhein-Westfalen    | 040.000                                   | 2008                                                                          | ECE                                                                 |
| Leine-Center                                | Laatzen                   | Niedersachsen          | 039.800 (V)                               | 1973                                                                          | INTERRA Immobilien AG                                               |
| Centrum-Galerie                             | Dresden                   | Sachsen                | 038.800 (V)                               | 2009                                                                          | Klépierre                                                           |
| Ostseepark Rostock                          | Lambrechtshagen           | Mecklenburg-Vorpommern | 038.600 (V)                               | 1994                                                                          | MEC METRO-ECE Centermanagement GmbH                                 |
| Halle Center                                | Landsberg-Peißen          | Sachsen-Anhalt         | 038.250 (V)                               | 1993                                                                          | MEC METRO-ECE Centermanagement GmbH                                 |
| Altmarkt-Galerie                            | Dresden                   | Sachsen                | 038.200                                   | 2002 (Erweiterung 2010)                                                       | ECE                                                                 |
| Hessen-Center                               | Frankfurt am Main         | Hessen                 | 038.000 (V)                               | 1971 (Erweiterungen 1981 und 1998)                                            | ECE                                                                 |
| Skyline Plaza                               | Frankfurt am Main         | Hessen                 | 038.000 (V)                               | 2013                                                                          | ECE                                                                 |
| CITTI-Park                                  | Lübeck                    | Schleswig-Holstein     | 037.600                                   | 2003 (Erweiterung 2016)                                                       | CITTI Handelsgesellschaft mbH & Co. KG                              |
| Rheinpark-Center                            | Neuss                     | Nordrhein-Westfalen    | 037.300 (V)                               | 1977 (Erweiterung 2010)                                                       | ECE                                                                 |
| Das Schloss                                 | Berlin                    | Berlin                 | 036.000                                   | 2006                                                                          |                                                                     |
| A2 Center                                   | Isernhagen/Hannover       | Niedersachsen          | 035.000                                   | 2014                                                                          | Redevco Das Einkaufszentrum erstreckt sich über die Gemeindegrenze. |
| Allee-Center                                | Magdeburg                 | Sachsen-Anhalt         | 035.000                                   | 1998 (Erweiterung 2006)                                                       | ECE                                                                 |
| Stern-Center Potsdam                        | Potsdam                   | Brandenburg            | 035.000 (V)                               | 1996                                                                          | ECE                                                                 |
| Saarbasar                                   | Saarbrücken               | Saarland               | 034.700 (V)                               | 1979 (Erweiterung 2003)                                                       | MEC METRO-ECE Centermanagement GmbH                                 |
| Einkaufszentrum Wust                        | Brandenburg an der Havel  | Brandenburg            | 034.500 (V)                               | 1992 (Umbau 2019)                                                             | ECE                                                                 |
| Saarpark-Center                             | Neunkirchen (Saar)        | Saarland               | 034.000                                   | 1989                                                                          | ECE                                                                 |
| Schwarzwald-Baar-Center                     | Villingen-Schwenningen    | Baden-Württemberg      | 033.000 (V)                               | 2000                                                                          | Völkel Real Estate                                                  |
| Thier-Galerie                               | Dortmund                  | Nordrhein-Westfalen    | 033.000 (V)                               | 2011                                                                          | ECE                                                                 |
| Quarree                                     | Hamburg                   | Hamburg                | 033.000 (exkl. Karstadt ca. 17.000 m²)    | 1988                                                                          |                                                                     |
| Ettlinger Tor Karlsruhe                     | Karlsruhe                 | Baden-Württemberg      | 033.000 (V)                               | 2005                                                                          | ECE                                                                 |
| Wilma Shoppen                               | Berlin                    | Berlin                 | 032.100                                   | 2007 (als Wilmersdorfer Arcaden, Umbau 2020 und Umbenennung in WILMA Shoppen) | Unibail-Rodamco-Westfield Germany                                   |
| Rathaus-Center Pankow                       | Berlin                    | Berlin                 | 032.000                                   | 1999                                                                          | Jagdfeld Real Estate                                                |
| Eastgate                                    | Berlin                    | Berlin                 | 032.000 (V)                               | 2005                                                                          | ECE                                                                 |
| Forum Steglitz                              | Berlin                    | Berlin                 | 032.000                                   | 1970                                                                          | Unibail-Rodamco-Westfield Germany                                   |
| Sachsen Allee Chemnitz                      | Chemnitz                  | Sachsen                | 032.000 (V)                               | 1997                                                                          | ECE                                                                 |
| T.E.C. Erfurt                               | Erfurt                    | Thüringen              | 032.000                                   | 1996                                                                          | MEC METRO-ECE Centermanagement GmbH                                 |
| Löhr-Center                                 | Koblenz                   | Rheinland-Pfalz        | 032.000 (V)                               | 1984                                                                          | ECE                                                                 |
| Gera Arcaden                                | Gera                      | Thüringen              | 032.000 (V)                               | 1998                                                                          |                                                                     |
| Westpark                                    | Ingolstadt                | Bayern                 | 032.000 (V)                               | 1996 (Erweiterung 2012)                                                       |                                                                     |
| Indupark Center                             | Dortmund                  | Nordrhein-Westfalen    | 031.000                                   | 1976 (Erweiterung 2011–2013)                                                  | MEC METRO-ECE Centermanagement GmbH                                 |
| Plauen Park                                 | Plauen                    | Sachsen                | 030.270 (V)                               | 1994 (Umbau 2010)                                                             | MEC METRO-ECE Centermanagement GmbH                                 |
| Schloss-Arkaden                             | Braunschweig              | Niedersachsen          | 030.000 (V)                               | 2007                                                                          | ECE                                                                 |
| Roland-Center                               | Bremen                    | Bremen                 | 030.000 (V)                               | 1972 (Erweiterungen 1981, 1987 und 1999)                                      | ECE                                                                 |
| Sander Center                               | Bremen                    | Bremen                 | 030.000                                   | 1996                                                                          |                                                                     |
| Columbus-Center                             | Bremerhaven               | Bremen                 | 030.000 (V)                               | 1997                                                                          |                                                                     |
| Rathaus Galerie Essen                       | Essen                     | Nordrhein-Westfalen    | 030.000                                   | 1979                                                                          | HBB Centermanagement                                                |
| Europa Passage                              | Hamburg                   | Hamburg                | 030.000 (V)                               | 2006                                                                          | ECE                                                                 |
| Ernst-August-Galerie                        | Hannover                  | Niedersachsen          | 030.000 (V)                               | 2008 (Herbst)                                                                 | ECE                                                                 |
| DEZ                                         | Kassel                    | Hessen                 | 030.000                                   | 1968                                                                          | ECE                                                                 |
| Rhein-Galerie                               | Ludwigshafen am Rhein     | Rheinland-Pfalz        | 030.000                                   | 2010                                                                          | ECE                                                                 |
| Allee-Center Remscheid                      | Remscheid                 | Nordrhein-Westfalen    | 030.000                                   | 1986 (Erweiterungen 1996 und 2009)                                            | ECE                                                                 |
| Riesapark                                   | Riesa                     | Sachsen                | 030.000 (V)                               | 1993                                                                          |                                                                     |
| Sieben Seen Center                          | Schwerin                  | Mecklenburg-Vorpommern | 030.000 (V)                               | 1995                                                                          | MEC METRO-ECE Centermanagement GmbH                                 |
| Shopping Arkaden                            | Bocholt                   | Nordrhein-Westfalen    | 029.945 (M)                               | 2000                                                                          | ITG                                                                 |
| Bethanien Center                            | Neubrandenburg            | Mecklenburg-Vorpommern | 029.900 (V)                               | 1994                                                                          | ECE/Union Investment                                                |
| Stern-Center                                | Lüdenscheid               | Nordrhein-Westfalen    | 029.700 (V)                               | 1993 (Umbau 2007/8)                                                           | ECE                                                                 |
| Höfe am Brühl                               | Leipzig                   | Sachsen                | 029.670 (V)                               | 2012                                                                          | Unibail-Rodamco-Westfield Germany                                   |
| Elisen Park                                 | Greifswald                | Mecklenburg-Vorpommern | 029.600 (V)                               | 1993                                                                          | ECE                                                                 |
| Werre-Park                                  | Bad Oeynhausen            | Nordrhein-Westfalen    | 029.500 (V)                               | 1998                                                                          | ECE                                                                 |
| Stadtzentrum Schenefeld                     | Schenefeld                | Schleswig-Holstein     | 029.500 (V)                               | 1991                                                                          | Völkel Company                                                      |
| Aquis Plaza                                 | Aachen                    | Nordrhein-Westfalen    | 029.200 (V)                               | 2015                                                                          | ECE                                                                 |
| Löwencenter                                 | Leipzig                   | Sachsen                | 029.100 (V)                               | 1993                                                                          |                                                                     |
| Brücken-Center Ansbach                      | Ansbach                   | Bayern                 | 029.000                                   | 1997                                                                          |                                                                     |
| Goethe Galerie                              | Jena                      | Thüringen              | 029.000                                   | 1996                                                                          | Wealth Management Capital Holding                                   |
| Postgalerie                                 | Karlsruhe                 | Baden-Württemberg      | 029.000 (V)                               | 2001                                                                          | Balsa Grundstücksverwaltungs S.a.r.l. & Co Vermietungs KG           |
| Leine-Center                                | Laatzen                   | Niedersachsen          | 029.000 (V)                               | 1973 (Umbau 1996)                                                             | ECE                                                                 |
| Hofgarten Solingen                          | Solingen                  | Nordrhein-Westfalen    | 029.000                                   | 2013                                                                          | CEMAGG Management GmbH                                              |
| City Center Langenhagen                     | Langenhagen               | Niedersachsen          | 028.600 (V)                               | 1981 (Erweiterungen 1990 und 2012)                                            | ILG                                                                 |
| Sophienhof                                  | Kiel                      | Schleswig-Holstein     | 028.500 (V)                               | 1988                                                                          | ECE                                                                 |
| Wicküler City                               | Wuppertal                 | Nordrhein-Westfalen    | 028.300 (V)                               | 1996 (Renovierung 2014)                                                       | Unternehmensgruppe Clees                                            |
| NordseePassage                              | Wilhelmshaven             | Niedersachsen          | 028.000                                   | 1997                                                                          | MEC METRO-ECE Centermanagement GmbH                                 |
| Arneken-Galerie                             | Hildesheim                | Niedersachsen          | 027.970 (M)                               | 2012                                                                          | Klépierre                                                           |
| Mercado Nürnberg                            | Nürnberg                  | Bayern                 | 027.600 (V)                               | 2003                                                                          | CS Euroreal                                                         |
| City-Center Chorweiler                      | Köln                      | Nordrhein-Westfalen    | 027.500 (V)                               | 1976 (Umbau 2011)                                                             | ECE                                                                 |
| Forum City Mülheim                          | Mülheim an der Ruhr       | Nordrhein-Westfalen    | 027.500                                   | 1974 (Umbau 1994)                                                             |                                                                     |
| Beetzsee-Center                             | Brandenburg an der Havel  | Brandenburg            | 027.150 (V)                               | 1993                                                                          | MEC METRO-ECE Centermanagement GmbH                                 |
| Neukölln Arcaden                            | Berlin                    | Berlin                 | 027.000 (V)                               | 2000 (als Forum Neukölln, Umbau 2003 und Umbenennung in Neukölln Arcaden)     | Unibail-Rodamco-Westfield Germany                                   |
| Köln Arcaden                                | Köln                      | Nordrhein-Westfalen    | 027.000                                   | 2005                                                                          | Unibail-Rodamco-Westfield Germany                                   |
| Leo-Center                                  | Leonberg                  | Baden-Württemberg      | 027.000 (V)                               | 1973                                                                          | ECE                                                                 |
| Königsbau Passagen                          | Stuttgart                 | Baden-Württemberg      | 026.800                                   | 2006                                                                          | ECE                                                                 |
| Stern Center                                | Sindelfingen              | Baden-Württemberg      | 026.800 (V)/34.600                        | 1999                                                                          | MEC METRO-ECE Centermanagement GmbH                                 |
| Phoenix-Center                              | Hamburg                   | Hamburg                | 026.500 (V)                               | 2004                                                                          | ECE                                                                 |
| Loom Bielefeld                              | Bielefeld                 | Nordrhein-Westfalen    | 026.000                                   | 2017                                                                          | ECE                                                                 |
| Handelscentrum                              | Strausberg                | Brandenburg            | 026.000                                   | Umbau 2024/2025                                                               | INTERRA Immobilien AG                                               |
| Volme Galerie                               | Hagen                     | Nordrhein-Westfalen    | 026.000 (V)                               | 2003 (Umbau 2016)                                                             | Phoenix Development                                                 |
| City Carré Magdeburg                        | Magdeburg                 | Sachsen-Anhalt         | 026.000 (V)                               | 1997                                                                          | Braunschweiger Immobilien Management GmbH                           |
| Minto                                       | Mönchengladbach           | Nordrhein-Westfalen    | 026.000 (V)                               | 2015                                                                          | Unibail-Rodamco-Westfield Germany                                   |
| Herold Center                               | Norderstedt               | Schleswig-Holstein     | 026.000                                   | 1970                                                                          | ECE                                                                 |
| Lilien-Carré                                | Wiesbaden                 | Hessen                 | 026.000                                   | 2007                                                                          |                                                                     |
| City-Arkaden Wuppertal                      | Wuppertal                 | Nordrhein-Westfalen    | 025.700                                   | 2001                                                                          | ECE                                                                 |
| Marstall                                    | Ludwigsburg               | Baden-Württemberg      | 025.700 (V)                               | 1978 (Umbau 2015)                                                             | ECE                                                                 |
| Mira                                        | München                   | Bayern                 | 025.500                                   | 2008                                                                          | Koprian iQ                                                          |
| Beetzsee Center                             | Brandenburg an der Havel  | Brandenburg            | 025.100 (V)                               | 1993                                                                          | MEC METRO-ECE Centermanagement GmbH                                 |
| Gesundbrunnen-Center                        | Berlin                    | Berlin                 | 025.000                                   | 1997                                                                          | ECE                                                                 |
| Linden-Center                               | Berlin                    | Berlin                 | 025.000 (V)                               | 1995                                                                          | ECE                                                                 |
| famila Einkaufsland Wechloy                 | Oldenburg (Oldb)          | Niedersachsen          | 025.000                                   | 1977 (Umbau 2007)                                                             | famila Verbrauchermarkt Einkaufsstätte GmbH & Co. KG                |
| Europa-Galerie Saarbrücken                  | Saarbrücken               | Saarland               | 025.000                                   | 2010                                                                          | ECE                                                                 |
| City-Galerie                                | Augsburg                  | Bayern                 | 025.000 (V)                               | 2001                                                                          | ECE                                                                 |
| East Side Mall                              | Berlin                    | Berlin                 | 024.800 (V)                               | 2018                                                                          | Freo Group                                                          |
| Glacis-Galerie                              | Neu-Ulm                   | Bayern                 | 024.800 (V)                               | 2015                                                                          | ECE                                                                 |
| Mercaden Böblingen                          | Böblingen                 | Baden-Württemberg      | 024.400 (V)                               | 2014                                                                          |                                                                     |
| Forum Wetzlar                               | Wetzlar                   | Hessen                 | 024.000 (V)                               | 2005                                                                          | ECE                                                                 |
| Gerber                                      | Stuttgart                 | Baden-Württemberg      | 024.000 (V)                               | 2014                                                                          |                                                                     |
| Schwabengalerie                             | Stuttgart                 | Baden-Württemberg      | 024.000                                   | 2004                                                                          | Koprian iQ                                                          |
| Südring Center                              | Rangsdorf                 | Brandenburg            | 023.740 (V)                               | 1994                                                                          | MEC METRO-ECE Centermanagement GmbH                                 |
| Münster-Arkaden                             | Münster                   | Nordrhein-Westfalen    | 023.600 (V)                               | 2005                                                                          | Sonae Sierra                                                        |
| City-Galerie                                | Siegen                    | Nordrhein-Westfalen    | 023.500 (V)                               | 1998                                                                          | ECE                                                                 |
| City Center Eisenhüttenstadt                | Eisenhüttenstadt          | Brandenburg            | 023.450 (V)                               | 1993                                                                          |                                                                     |
| Schönhauser Allee Arcaden                   | Berlin                    | Berlin                 | 023.400 (V)                               | 1999                                                                          | Unibail-Rodamco-Westfield Germany                                   |
| Remspark                                    | Waiblingen                | Baden-Württemberg      | 023.200                                   | 1971 (Umbau 1997)                                                             | MEC METRO-ECE Centermanagement GmbH                                 |
| Emspark                                     | Leer                      | Niedersachsen          | 023.000                                   | 2019 (Neueröffnung)                                                           |                                                                     |
| DollartCenter                               | Emden                     | Niedersachsen          | 023.000                                   | 2000                                                                          |                                                                     |
| Anger 1                                     | Erfurt                    | Thüringen              | 023.000                                   | 2000                                                                          |                                                                     |
| Düsseldorf Arcaden                          | Düsseldorf                | Nordrhein-Westfalen    | 023.000 (V) / 36.000                      | 2008                                                                          | Unibail-Rodamco-Westfield Germany                                   |
| Forum Allgäu                                | Kempten (Allgäu)          | Bayern                 | 023.000 (V)                               | 2003                                                                          | ECE                                                                 |
| Regensburg Arcaden                          | Regensburg                | Bayern                 | 022.900 (V)                               | 2002                                                                          | Unibail-Rodamco-Westfield Germany                                   |
| Holsten-Galerie Neumünster                  | Neumünster                | Schleswig-Holstein     | 022.800 (V)                               | 2015                                                                          | ECE                                                                 |
| Stadtgalerie Schweinfurt                    | Schweinfurt               | Bayern                 | 022.500                                   | 2009                                                                          | ECE                                                                 |
| Lago                                        | Konstanz                  | Baden-Württemberg      | 027.500                                   | 2004                                                                          |                                                                     |
| Forum Hanau                                 | Hanau                     | Hessen                 | 022.500 (V)                               | 2015                                                                          | HBB Centermanagement                                                |
| Hallen am Borsigturm                        | Berlin                    | Berlin                 | 022.000                                   | 1999                                                                          | ECE                                                                 |
| Neutor-Galerie                              | Dinslaken                 | Nordrhein-Westfalen    | 022.000 (V)                               | 2014                                                                          |                                                                     |
| Erlangen Arcaden                            | Erlangen                  | Bayern                 | 022.000                                   | 2007                                                                          | ECE                                                                 |
| Thüringen Park                              | Erfurt                    | Thüringen              | 022.000(V)                                | 1995                                                                          | ECE                                                                 |
| Rathaus-Galerie Hagen                       | Hagen                     | Nordrhein-Westfalen    | 022.000 (V)                               | 2014                                                                          | Multi Germany                                                       |
| Rathauspassagen                             | Halberstadt               | Sachsen-Anhalt         | 022.000 (V)                               | 1998                                                                          | Werbegemeinschaft Rathauspassage GbR mbH                            |
| Carré Bad Cannstatt                         | Stuttgart                 | Baden-Württemberg      | 022.000 (V)                               | 2006                                                                          |                                                                     |
| Hochland-Center                             | Dresden                   | Sachsen                | 021.900 (V)                               | 1998                                                                          |                                                                     |
| Rathaus-Galerie Wuppertal                   | Wuppertal                 | Nordrhein-Westfalen    | 021.600                                   | 1994                                                                          |                                                                     |
| Neckar Center                               | Esslingen am Neckar       | Baden-Württemberg      | 021.500 (V)                               | 1968                                                                          |                                                                     |
| Kaufpark Dresden                            | Dresden                   | Sachsen                | 043.000 (V)                               | 1996                                                                          | HBB Centermanagement                                                |
| Aachen Arkaden                              | Aachen                    | Nordrhein-Westfalen    | 021.000                                   | 2008                                                                          |                                                                     |
| Tempelhofer Hafen                           | Berlin                    | Berlin                 | 021.000 (V)                               | 2009                                                                          | ECE                                                                 |
| Pösna-Park                                  | Großpösna                 | Sachsen                | 021.000 (V)                               | 1994                                                                          | CM Immobilienmanagement GmbH                                        |
| Allee-Center                                | Hamm                      | Nordrhein-Westfalen    | 021.000                                   | 1992                                                                          | ECE                                                                 |
| Reschop Carré                               | Hattingen                 | Nordrhein-Westfalen    | 021.000                                   | 2009                                                                          |                                                                     |
| City Center Landshut                        | Landshut                  | Bayern                 | 021.000 (V)                               | 2003                                                                          | 4-RED GmbH                                                          |
| Q 6 Q 7 Mannheim                            | Mannheim                  | Baden-Württemberg      | 021.000                                   | 2016                                                                          |                                                                     |
| Elster Park                                 | Plauen                    | Sachsen                | 021.000 (V)                               | 1995 (Umbau 2007)                                                             | IPH Centermanagement                                                |
| K in Lautern                                | Kaiserslautern            | Rheinland-Pfalz        | 020.900 (V)                               | 2015                                                                          | ECE                                                                 |
| Allee-Center                                | Leipzig                   | Sachsen                | 020.640 (V)                               | 1996                                                                          | ECE                                                                 |
| Rathaus-Center                              | Dessau-Roßlau             | Sachsen-Anhalt         | 020.400 (V)                               | 1995                                                                          | ECE                                                                 |
| Schwabencenter                              | Augsburg                  | Bayern                 | 020.000                                   | 1971                                                                          | Koprian iQ                                                          |
| Zentrum Schöneweide                         | Berlin                    | Berlin                 | 020.000                                   | 2003                                                                          | MEC METRO-ECE Centermanagement GmbH                                 |
| Rotmain-Center Bayreuth                     | Bayreuth                  | Bayern                 | 020.000 (V)                               | 1997                                                                          | ECE                                                                 |
| Königsgalerie Duisburg                      | Duisburg                  | Nordrhein-Westfalen    | 020.000                                   | 2011                                                                          | Corio                                                               |
| Kö-Galerie                                  | Düsseldorf                | Nordrhein-Westfalen    | 020.000                                   | 1986                                                                          | ECE                                                                 |
| Forum Mittelrhein                           | Koblenz                   | Rheinland-Pfalz        | 020.000                                   | 2012                                                                          | ECE                                                                 |
| Luisenforum                                 | Wiesbaden                 | Hessen                 | 020.000 (V)                               | 2008                                                                          | Omega Immobilien                                                    |
| City-Galerie                                | Wolfsburg                 | Niedersachsen          | 020.000                                   | 2001                                                                          | ECE                                                                 |
| Allee-Center Essen                          | Essen                     | Nordrhein-Westfalen    | 020.000 (V)                               | 1973 (Umbau 2012)                                                             | ECE                                                                 |
| Schlosspark-Center                          | Schwerin                  | Mecklenburg-Vorpommern | 020.000 (V)                               | 1998                                                                          | ECE                                                                 |
| Blechen Carré                               | Cottbus                   | Brandenburg            | 019.600 (V)                               | 2008                                                                          |                                                                     |
| Stadt-Galerie                               | Hameln                    | Niedersachsen          | 019.000 (V)                               | 2008                                                                          | ECE                                                                 |
| Sevens Center                               | Düsseldorf                | Nordrhein-Westfalen    | 019.000                                   | 2000                                                                          | Werbegemeinschaft Sevens GbR                                        |
| PEP Torgau                                  | Torgau                    | Sachsen                | 018.810 (V)                               | 1994                                                                          | Jagdfeld Real Estate                                                |
| Müggelpark                                  | Gosen-Neu Zittau          | Brandenburg            | 018.760 (V)                               | 1994                                                                          | Gallus Real Estate                                                  |
| Schadow-Arkaden                             | Düsseldorf                | Nordrhein-Westfalen    | 018.700                                   | 1994                                                                          | Werbeverein Schadow Arkaden e. V.                                   |
| LaHoMa Living Plaza                         | Hamburg                   | Hamburg                | 018.500                                   | 1965 (mehrfach erweitert und umgebaut)                                        | R+V Versicherung                                                    |
| Südring-Center                              | Paderborn                 | Nordrhein-Westfalen    | 018.100 (V)                               | 1969                                                                          | Klingenthal Südring GmbH                                            |
| Flair                                       | Fürth                     | Bayern                 | 018.000 (V)                               | 1985 (als City-Center, Umbau 2021 und Umbenennung in Flair)                   | P&P Group                                                           |
| City Center Hanau                           | Hanau                     | Hessen                 | 018.000                                   | 1984                                                                          | Henderson Global Investors                                          |
| daseinstein                                 | München                   | Bayern                 | 018.000                                   | 2009                                                                          | Cells Property Investors                                            |
| neustädter (ehemals Galerie Neustädter Tor) | Gießen                    | Hessen                 | 033.000                                   | 2005                                                                          | Multi Germany                                                       |
| Lookentor                                   | Lingen (Ems)              | Niedersachsen          | 018.000 (V)                               | 2007                                                                          |                                                                     |
| Oder-Center                                 | Schwedt/Oder              | Brandenburg            | 017.760 (V)                               | 1994                                                                          | MEC METRO-ECE Centermanagement GmbH                                 |
| Cottbus Center                              | Cottbus                   | Brandenburg            | 017.330 (V)                               | 1992                                                                          | CM Immobilienmanagement GmbH                                        |
| Westfalen Einkaufszentrum (WEZ)             | Dortmund                  | Nordrhein-Westfalen    | 017.300 (V)                               | 1970, 2006 geschlossen, Neubau 2008–2009                                      |                                                                     |
| Vita-Center                                 | Chemnitz                  | Sachsen                | 017.000 (V)                               | 1999                                                                          | CM Immobilienmanagement GmbH                                        |
| Emsgalerie                                  | Rheine                    | Nordrhein-Westfalen    | 017.000                                   | 2016                                                                          |                                                                     |
| Flensburg Galerie                           | Flensburg                 | Schleswig-Holstein     | 017.000 (V)                               | 2006                                                                          | HBB Centermanagement                                                |
| Schlössle-Galerie                           | Pforzheim                 | Baden-Württemberg      | 017.000 (V)                               | 2005                                                                          | Apleona Real Estate GmbH                                            |
| Clemens-Galerien                            | Solingen                  | Nordrhein-Westfalen    | 016.460 (V)                               | 2000                                                                          | Real Estate Portfolio Consulting AG                                 |
| Arena Einkaufspark                          | Lahr/Schwarzwald          | Baden-Württemberg      | 016.400 (V)                               | 2000                                                                          | Edeka Kohler                                                        |
| Schloss-Straßen-Center                      | Berlin                    | Berlin                 | 016.200                                   | 2007                                                                          | Kintyre Management GmbH                                             |
| Cano Singen                                 | Singen (Hohentwiel)       | Baden-Württemberg      | 016.000                                   | 2020                                                                          | ECE                                                                 |
| Kaiser Passage                              | Worms                     | Rheinland-Pfalz        | 016.000                                   | 2004                                                                          |                                                                     |
| Luisencenter                                | Darmstadt                 | Hessen                 | 016.000                                   | 1977                                                                          | ECE                                                                 |
| Dessau-Center                               | Dessau-Roßlau             | Sachsen-Anhalt         | 016.000                                   | 2009                                                                          |                                                                     |
| BraWo Carree Salzgitter                     | Salzgitter                | Niedersachsen          | 016.000 (V)                               | 2008                                                                          |                                                                     |
| Kamp-Promenade                              | Osnabrück                 | Niedersachsen          | 015.600 (V)                               | 2004                                                                          | Völkel Company Asset Management GmbH                                |
| Hofstatt                                    | München                   | Bayern                 | 015.500                                   | 2013                                                                          |                                                                     |
| Bahnhofspassage                             | Bernau bei Berlin         | Brandenburg            | 015.250 (V)                               | 1996                                                                          |                                                                     |
| Forum Gummersbach                           | Gummersbach               | Nordrhein-Westfalen    | 015.000                                   | 2015                                                                          | HBB Centermanagement                                                |
| StadtCenter Düren                           | Düren                     | Nordrhein-Westfalen    | 015.000                                   | 2005                                                                          |                                                                     |
| Röthenbach-Center                           | Nürnberg                  | Bayern                 | 015.000 (V)                               | 1972                                                                          |                                                                     |
| Spitzkrug Multi Center                      | Frankfurt (Oder)          | Brandenburg            | 014.910 (V)                               | 1993                                                                          |                                                                     |
| Promenaden Hauptbahnhof                     | Leipzig                   | Sachsen                | 014.800 (V)                               | 1997                                                                          | ECE                                                                 |
| City-Point                                  | Nürnberg                  | Bayern                 | 014.570 (V)                               | 1999                                                                          | JLL Shopping-Center Management                                      |
| Seerhein-Center                             | Konstanz                  | Baden-Württemberg      | 014.500                                   | 1983                                                                          |                                                                     |
| Kröpeliner Tor Center                       | Rostock                   | Mecklenburg-Vorpommern | 014.250 (V)                               | 2007                                                                          | ECE                                                                 |
| Stadt-Galerie                               | Plauen                    | Sachsen                | 014.000 (V)                               | 2001                                                                          | ECE                                                                 |
| Fünf Höfe                                   | München                   | Bayern                 | 014.000                                   | 2003                                                                          | B&L Property Management GmbH                                        |
| NeuerMarkt                                  | Neumarkt in der Oberpfalz | Bayern                 | 014.000 (V)                               | 2015                                                                          | Firmengruppe Max Bögl                                               |
| Einkaufsbahnhof Nürnberg Hbf                | Nürnberg                  | Bayern                 | 014.000 (V)                               | 2002                                                                          |                                                                     |
| Bahnhofcenter Gelsenkirchen                 | Gelsenkirchen             | Nordrhein-Westfalen    | 013.224 (V)                               | 1983                                                                          |                                                                     |
| Stadtgalerie Heilbronn                      | Heilbronn                 | Baden-Württemberg      | 013.000 (V)                               | 2008                                                                          | ECE                                                                 |
| Zwickau Arcaden                             | Zwickau                   | Sachsen                | 013.000 (V)                               | 2000                                                                          | ECE                                                                 |
| Rathaus-Center                              | Dietzenbach               | Hessen                 | 012.500 (V)                               | 2007                                                                          | CM Immobilienmanagement GmbH                                        |
| Marktplatz-Center                           | Neubrandenburg            | Mecklenburg-Vorpommern | 012.500 (V)                               | 1998                                                                          | ECE                                                                 |
| Norder Tor                                  | Norden (Ostfriesland)     | Niedersachsen          | 012.500                                   | 2012                                                                          |                                                                     |
| Rathaus Galerie                             | Dormagen                  | Nordrhein-Westfalen    | 012.500                                   | 1994                                                                          | ILG Centermanagement GmbH                                           |
| Schlosshöfe                                 | Oldenburg (Oldb)          | Niedersachsen          | 012.500 (V)                               | 2011                                                                          | ECE                                                                 |
| Admira-Center                               | Nürnberg                  | Bayern                 | 012.200 (V)                               | 2008                                                                          |                                                                     |
| Lausitz Center                              | Hoyerswerda               | Sachsen                | 012.120 (V)                               | 1995                                                                          | ECE                                                                 |
| Hachepark                                   | Syke                      | Niedersachsen          | 012.000                                   | 2015                                                                          |                                                                     |
| Schwanenmarkt                               | Krefeld                   | Nordrhein-Westfalen    | 012.000 (V)                               | 1976                                                                          | CEMAGG Management GmbH                                              |
| City Rondell                                | Villingen-Schwenningen    | Baden-Württemberg      | 010.400                                   | 1981                                                                          | Multi Germany                                                       |
| Spree Galerie                               | Cottbus                   | Brandenburg            | 010.200 (V)                               | 1995                                                                          |                                                                     |